# Francis Vacher
Pour les articles homonymes, voir vacher (homonymie).
Francis Vacher est un chanteur et producteur de télévision français, né le 2 septembre 1958 à Boulogne-Billancourt et mort le 4 juillet 2010 à Paris.

## Biographie
En 1986, avec Olivier Guillot et Gilles Lecouty (dit « Gilou »), il fonde le groupe musical Licence IV, qui en 1987 fut numéro 1 du Top 50 durant 14 semaines (du 11 avril au 11 juillet) avec le tube Viens boire un p'tit coup à la maison.
À la suite de la dissolution du groupe en 1994, Francis Vacher se lance dans la télévision, devenant tout d'abord directeur des programmes de Magic TV, la société de Patrick Sébastien, dont il est un ami proche, avant d'être nommé à la tête du divertissement de Fremantle. En 2001, il devient producteur en créant sa propre société, French TV. Le Grand Quiz 2009 ou Mag 2.0 font partie des productions de l'entreprise.  Francis Vacher propose l'introduction de l'interactivité par SMS aux magazines C dans l'air, Revu & Corrigé, Le Magazine de la santé ou encore C à vous. On doit également à cette société les jeux Tout vu tout lu et Le 4e duel.
Il meurt le 4 juillet 2010 d'une tumeur au cerveau.
Francis Vacher a été le mari de la chanteuse Debbie Davies, interprète de la chanson Circle of Life en français pour le film Le Roi lion (film, 1994), avec qui il a eu une fille. 